# 卡氏肖峭
卡氏肖峭（学名：Tetragnatha cavaleriei）为肖峭科肖峭属的动物。在中国大陆，分布于甘肃等地。该物种的模式产地在甘肃。